# San Biagio della Cima
Pour les articles homonymes, voir San Biagio.
San Biagio della Cima est une commune de la province d'Imperia dans la Ligurie en Italie.

## Culture

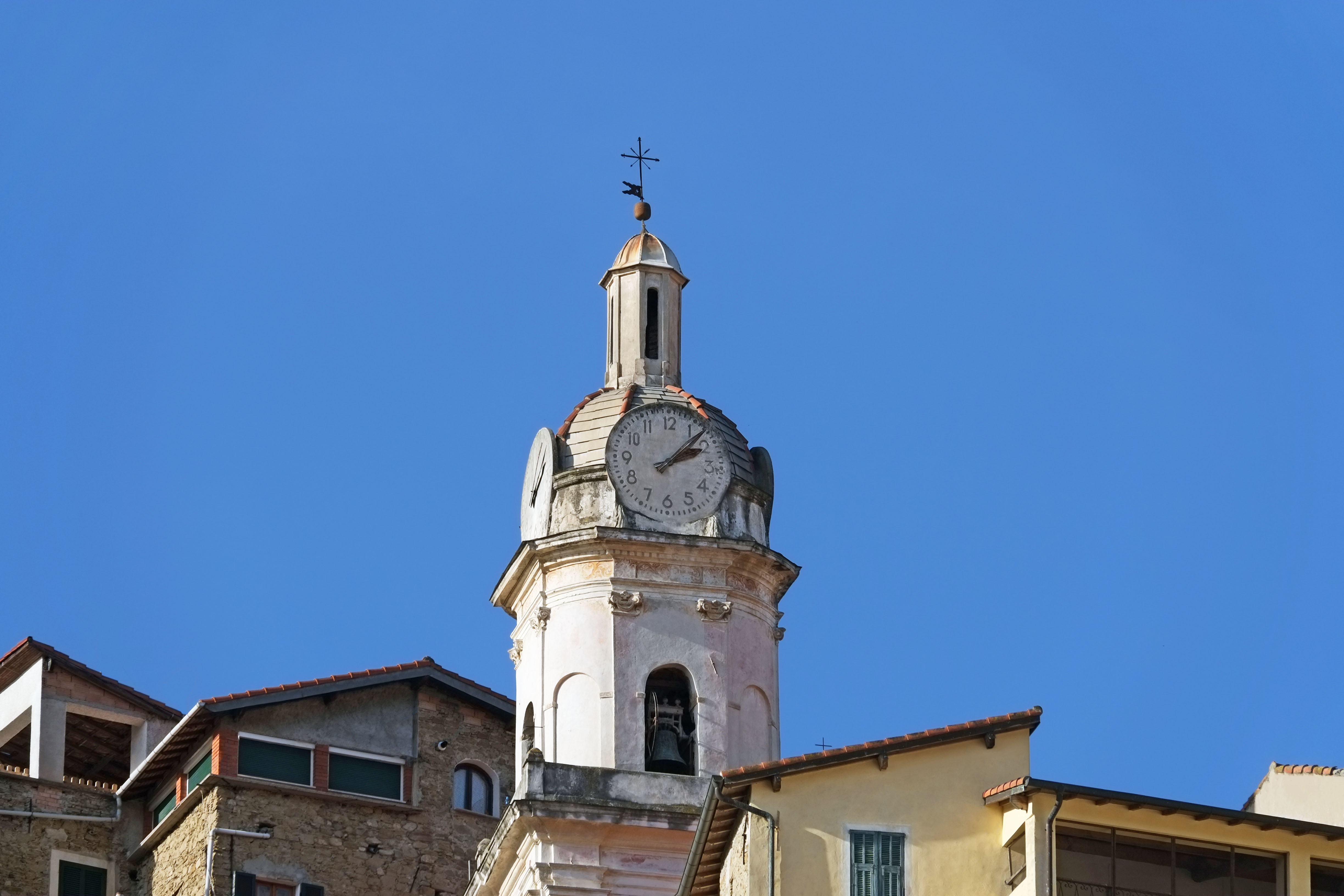
Clocher de l’église dei Santi Fabiano e Sebastiano.

## Administration
| Période                                  | Période  | Identité      | Étiquette     | Qualité |
| ---------------------------------------- | -------- | ------------- | ------------- | ------- |
| 14 juin 2004                             | En cours | Mauro Anfosso | Liste Civique |         |
| Les données manquantes sont à compléter. |          |               |               |         |

### Communes limitrophes
Camporosso, Dolceacqua, Perinaldo, Soldano, Vallebona, Vallecrosia

### Jumelages
- Camps-la-Source (France) depuis 2005